# اییچی کاتایاما
اییچی کاتایاما (انگلیسی: Eiichi Katayama؛ زادهٔ ۳۰ نوامبر ۱۹۹۱) بازیکن فوتبال اهل ژاپن است.